# Nacional Sitjes
Nacional Sitjes, anomenada Popular Sitjes durant la guerra civil espanyola, fou una marca catalana d'automòbils, fabricats per l'empresa Fábrica de Automóviles Nacional Sitjes a Barcelona entre 1935 i 1945. L'empresa fou fundada per Antoni Sitjes, un expert mecànic amb quinze anys d'experiència prèvia a diverses factories d'automòbils d'Estrasburg.

## Història
Antoni Sitjes (fill de Ramon Sitjes i Pujals, natural de Cardona) ja havia fabricat tres models de cotxe a França amb la intenció de reproduir-los en uns futurs tallers propis a Catalunya. Un cop tornat al país, creà doncs la seva empresa i la presentà durant el Saló de l'Automòbil de Barcelona de 1935 (anomenat «VII Exposició Internacional de l'Automòbil»). Al seu estand, Nacional Sitjes exposà tres models diferents: un de dues portes, un de quatre i un cabriolet. El motor, de factura pròpia, era de quatre cilindres i 1.235 cc. Al mateix temps, l'empresa publicà un catàleg amb diversos models dibuixats i sense fotografies (ja que no tots els projectes estaven en producció), alhora que anunciava la imminent aparició d'un model d'11 HP i 1.601 cc.

### Guerra civil
L'esclat de la guerra civil espanyola el 1936 va interrompre el creixement de l'empresa, que va arribar a construir només molt poques unitats de vehicles. Tot i així, alguns Nacional Sitjes arribaren a ser utilitzats com a taxis a Barcelona. Des del començament de la guerra, la fàbrica es va haver de dedicar a la construcció i transformació de vehicles militars. Va realitzar blindatges per a camions i camionetes i transformar alguns xassissos d'automòbil en petits vehicles blindats. En paral·lel encara es varen construir alguns turismes, els quals atesa la situació política es varen comercialitzar amb el nom de Popular Sitjes.

### La fi de l'empresa
Al final de 1937 va cessar l'activitat de la fàbrica i no es reprengué fins al 1940, un cop acabada la guerra, tot i que la misèria imperant va fer que només es van reconstruir uns pocs vehicles de tota mena.
Entre 1942 i 1945, l'empresa va intentar sense èxit la fabricació de tractors agrícoles fins que, el 1946, Antoni Sitjes va vendre tots els seus projectes d'automoció –inclosos plànols, patents i marques–, juntament amb les autoritzacions oficials de fabricació, a Eusebi Cortès, qui aleshores estava en ple procés de creació de la nova marca Eucort.